# Vox (site web)
Pour les articles homonymes, voir Vox.
Vox est un média en ligne (ou pureplayer) américain, possédé par Vox Media. Le site a été fondé en 2014 par Ezra Klein, avec notamment Melissa Bell et Matthew Yglesias.
Vox se caractérise par une volonté pédagogique (en anglais, explanatory journalism) avec de nombreux contenus explicatifs notamment en vidéos, et une ligne éditoriale libérale (au sens américain du terme). Sa rédaction critique régulièrement les Républicains, les commentateurs et médias conservateurs comme Fox News et a critiqué l'administration Trump.

## Histoire
Avant de fonder le site Vox, Ezra Klein travaillait pour le Washington Post en tant que responsable de Wonk blog, un blog décryptant la politique publique et économique américaine.
Il quitte The Washington Post en janvier 2014 pour le groupe Vox Media. Avant cette arrivée et ce nouveau projet, le groupe Vox Media possède un site d'actualité sportive (SB Nation ou Sports Blog Nation), un site d'actualité hightech (The Verge), et un site d'actualité vidéoludique (Polygon). Il a aussi acquis fin 2013 Curbed.com, qui éditait trois autres blogs spécialisés : Eater (sur la cuisine), Curbed (sur l'immobilier) et Racked (sur la mode). Un système de gestion des publications a été développé et est commun à ces différents sites,. David Carr du New York Times décrit d'ailleurs Vox Media comme « une entreprise de technologie qui produit des médias » plutôt que l'inverse. Ezra Klein, pour sa part, entendait « améliorer la technologie des infos » et disposer d'une plateforme en ligne mieux équipée pour faciliter la compréhension de l'actualité.
Les 20 personnes du nouveau site ont été choisis pour leurs expertises chacun dans leurs domaines de compétences, et incluaient notamment Matthew Yglesias de Slate, et d'anciens collègues de Klein au Washington Post, dont la journaliste américaine Mélissa Bell (à ne pas confondre avec son homonyme franco-britannique Melissa Bell),.
Vox est lancé début avril 2014 avec Ezra Klein comme rédacteur-en-chef,. Son éditorial d'ouverture, How politics makes us stupid (Comment la politique nous rend stupide), explique son désarroi à propos de la polarisation politique, dans le cadre des théories de Dan Kahan (professeur à la Yale Law School) sur la façon dont les individus se protègent des informations qui contredisent leurs croyances fondamentales.
Ce rédacteur en chef, Ezra Klein, est persuadé qu'une nouvelle étape s'ouvre pour les sites d'info sur le web, une étape privilégiant la qualité. Bien que critique vis-à-vis de la gouvernance de Donald Trump, le site Vox veut le faire de façon sérieuse et se positionner sur le débat d'idées. Ainsi, en juin 2016, ce site suspend un de ses contributeurs, Emmett Rensin, pour une série de tweets appelant à des émeutes anti-Trump, notamment un du 3 juin 2016 qui clame « If Trump comes to your town, start a riot » (« Si Trump vient dans votre ville, faites une émeute »). Les tweets ont retenu l'attention après que de violentes manifestations anti-Trump se soient déroulées à San Jose en Californie, le jour du tweet de Rensin,.

## Contenu
Afin de réutiliser le travail d'auteurs datant d'avant son lancement en 2014, Vox crée des card stacks (piles de cartes) couleur jaune canari, qui fournissent du contexte et définissent les termes dans un article. Les cartes sont perpétuellement conservées comme une sorte de page wiki. Par exemple, une carte à propos du terme insurance exchange (échange d'assurance) peut être réutilisée dans des articles traitant de l'Obamacare,. « En gros, c'est comme une page Wikipédia plus attrayante écrite par un seul geek bien informé sur Internet plutôt que par de nombreux geek sur Internet », écrit Margaret Hartmann dans le New York Magazine.
Le site utilise le système de gestion de contenu Chorus commun aux différents sites de Vox Media. Ce système permet aux journalistes de créer plus facilement des articles avec des effets visuels complexes et des transitions, de gérer les vidéos et les photos qui changent au fur et à mesure que le lecteur descend dans l'article, ainsi que  les couvertures live en direct et des accès à des bases de données,.

## Chaîne YouTube
Vox a une chaîne YouTube du même nom, sur laquelle sont régulièrement mises en ligne des vidéos sur l'actualité et sur divers sujets d'information, depuis 2014. Ces vidéos sont accompagnées par un article sur leur site. Les vidéos sont souvent autant pédagogiques qu'informatives. Les sujets traités peuvent aller de l'actualité politique, l'histoire américaine et internationale liée aux événements récents, ou sur des anecdotes et des sujets de vie quotidienne, de la musique du cinéma. Vox diffuse aussi ses vidéos sur Facebook, TikTok, etc..
La chaîne a 11,8 millions d'abonnés et plus de 3,4 milliards de vues en janvier 2024.

## Réception
En mars 2014, avant qu'il soit officiellement lancé, Vox est critiqué par des commentateurs de médias conservateurs, notamment Erick Erikson, qui parle de « propagande gauchiste ».
Le lancement du site fait l'objet d'une attention médiatique significative. Les sites concurrents remarquent que ce lancement arrive à peu près au même moment que d'autres sites de données et de journalisme explicatif, comme FiveThirtyEight, et le site The Upshot du New York Times,. Le style de Vox est parfois associé à celui d'Upworthy concernant les titres, dans la façon dont ils favorisent le partage sur les réseaux sociaux. The Daily Dot établit lui aussi une comparaison entre ce site d'infos et Wikipédia : « L'objectif premier de Vox est d'agir comme une sorte de Wikipédia pour les sujets d'actualité tels que l'Obamacare et la crise ukrainienne. Il fournit des résumés détaillés afin que les lecteurs puissent se tenir au courant de l'actualité d'une manière qui n'était pas nécessairement possible auparavant ».
Peu de temps après son lancement, le journaliste conservateur David Harsanyi critique le concept du site de « journalisme explicatif » (explanatory journalism) dans un article de The Federalist, titré How Vox makes us stupid (Comment Vox nous rend stupide), arguant que le site choisit sélectivement les faits qui l'arrange, et que le « journalisme explicatif » exclut par définition les points de vue opposés et les perspectives différentes. Pascal Emmanuel Gabry, dans The Week, écrit que le site produit « des commentaires partisans sous couvert de question-réponse » et accuse ce site d'avoir « une ligne éditoriale faite par des journalistes idéologiquement libéraux » (libéraux au sens américain du terme, c'est-à-dire plutôt à gauche, par opposition aux conservateurs). Ryu Spaeth dans The Week décrit le fonctionnement du site ainsi : « Il prend essentiellement les infos (en d'autres mots, ce qui est en train d'arriver dans le monde à n'importe moment) et le recadre de façon à toucher une audience jeune et libérale ».
The Economist, magazine britannique libéral, commente l'éditorial de lancement de Ezra Klein (How politics makes us stupid), en disant que le site est « brillant et prometteur», et que les prémisses du site sont « profondément honorables ». Le journaliste David Carr du New York Times associe le passage de Ezra Klein, du Washington Post à Vox, à celle d'autres journalistes de renom quittant les journaux pour des startups numériques, comme Walt Mossberg, David Pogue et Nate Silver.  
En 2015, le Committee for Skeptical Inquiry octroie à Julia Belluz le Robert B. Balles Prize for Critical Thinking, pour son travail chez Vox.

## Lectorat
En juin 2015, Vox avait 54,1 millions de visiteurs uniques, dont 41% avaient entre 18 et 34 ans, selon l'entreprise comScore Inc.[réf. souhaitée]